# بارانتيلودون
بارانتيلودون (الاسم العلمي: Paraentelodon)، نوع منقرض من أنواع إنتيلودونت من العصر الأوليغوسيني المتأخر والعصر الأوليغوسيني-الميوسيني في آسيا. عُثر على حفريات من نوع بارانتيلودون إنترميديوم في جورجيا وكازاخستان والصين. يوجد نوع غير محدد في تلال بوغتي التي تعود إلى العصر الأوليغوسيني المتأخر في باكستان.